# This Grace
I This Grace sono un gruppo musicale alternative rock italiano.

## Storia
Il gruppo musicale viene fondato da Guido Domingo, Antonio Cosentino e Stefano Russo nel 2005, al quale si uniscono in seguito Omar Napoli e Davide Accomando, incidendo una demo e facendo concerti nel nord Italia. Nel 2007 cominciano le registrazione del loro primo album, 7 Faster Heartbeats, disco autoprodotto che esce nell'aprile 2008; due mesi dopo suonano al Heineken Jammin' Festival.
Dopo aver pubblicato alla fine del 2008 il videoclip To the Top, entrato in rotazione su Rock Wave All Music, MTV Brand New, ed essere entrati nella classifica del canale, cioè nella MTV Brand New Chart, vengono ingaggiati, nel 2009, con l'etichetta Melunera Records, e prodotti da Marco Trentacoste e Davide Accomando decide di lasciare il progetto, venendo sostituito da Francesco Fabris. Nello stesso anno gli vengono dedicati alcuni articoli nella rivista Rock Sound, oltre ad altre. Inoltre vincono il concorso "Suona con i Delain", con cui i This Grace fanno da supporto.
Nel 2010 iniziano a registrare il loro secondo album, Due, registrato alle Officine meccaniche di Milano e anticipato dal singolo La costante Slinky. L'album riceve recensioni da vari siti internet, come rockol.it, groovebox.it ed altri. Nel 2011 Stefano Russo lascia la band.

## Formazione
- Guido Domingo - voce / sintetizzatore
- Antonio Cosentino - chitarra / seconda voce
- Omar Napoli - chitarra
- Stefano Russo - basso
- Francesco Fabris - batteria

## Discografia

### Album
- 2008 - 7 Faster Heartbeats
- 2011 - Due

### Video-clip
- To the top